# John Fieldhouse
John David Elliott Fieldhouse, baron Fieldhouse (12. února 1928 Leeds – 17. února 1992 Southampton) byl admirál loďstva britského královského námořnictva Royal Navy, jenž roce 1982 velel britským jednotkám během války o Falklandy.

## Život a kariéra
Do královského námořnictva vstoupil v roce 1941. V roce 1948 vstoupil do ponorkové služby Royal Navy Submarine Service; postupně velel několika ponorkám a v roce 1964 převzal velení na první britské jaderné ponorce HMS Dreadnought. V roce 1967 působil jako důstojník na britské letadlové lodi HMS Hermes; ke konci tohoto roku byl povýšen na kapitána.
Od roku 1973 působil ve vysokých funkcích na britském ministerstvu obrany; od roku 1976 také jako velitel ve strukturách Severoatlantické aliance. Během celých 70. a 80. let byl opakovaně povyšován a v roce 1982 byl jmenován velitelem britských sil během tzv. Operace Corporate, jež měla za úkol navrátit Falklandy do britských rukou po nečekané invazi argentinských sil; následná několikaměsíční válka o Falklandy skončila britským vítězstvím. V prosinci 1982 se pak stal prvním námořním lordem, tedy služebně nejvýše postaveným důstojníkem Royal Navy, a v roce 1985 byl jmenován do funkce předsedy výboru náčelníků štábů Britských ozbrojených sil (Chairman of the Chiefs of Staff Committee).
V roce 1980 byl jmenován komandérem Řádu lázně (KCB); v roce 1982 mu byl udělen velkokříž Řádu lázně (GCB) a rovněž velkokříž Řádu britského impéria (GBE). V roce 1990 byl povýšen do šlechtického stavu jako baron Fieldhouse.